# موسیقی افغانستان

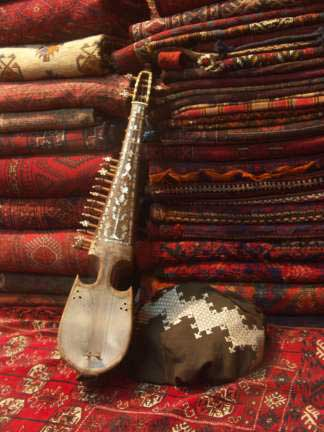
رباب، ساز ملی و اصیل افغانستان

موسیقی افغانستان نقطهٔ عطف زیبایی‌های تنوع قومی و زبانی در افغانستان است و فارسی، پشتو و ازبکی زبان‌های اصلی متن ترانه‌ها را تشکیل می‌دهند. در این کشور سبک‌ها و شیوه‌های گوناگون موسیقی، از غزل فارسی گرفته تا راگ هندی رواج دارد. گام‌های موسیقی عمدتاً دیاتونیک (بدون میکروتون) بوده و تا همین اواخر چندصدایی و هارمونی به شکل غربی آن در موسیقی افغانستان تأثیر چندانی نداشت.
موسیقی افغانستان تا حد زیادی به صورت ترانه است، با اینحال رپرتوار قابل توجهی از موسیقی بدون کلام نیز وجود دارد. شعر جایگاه ویژه‌ای در فرهنگ موسیقی این کشور دارد. میراث شعر فارسی، که مشترکات فراوانی نیز با ایران دارد، اهمیت بسیاری در بین مردم داشته و همچنین شعر پشتو نیز دارای ریشه‌های تاریخی است. متن ترانه‌ها متشکل از موضوعات معدودی است. آهنگ‌های عاشقانه با تِم‌هایی از عشق نافرجام و اشارهٔ مکرر به داستان لیلی و مجنون، بیشتر موضوعات ترانه‌ها را تشکیل می‌دهند و به وقایع جاری و تجربهٔ شخصی کمتر پرداخته می‌شود.
موسیقی افغانستان در سبک‌ها و شیوه‌های گوناگون، هنرمندانی را پرورانده که شهرت بعضی از آنان از حدود مرزهای این کشور نیز فراتر رفته‌است. از دههٔ شصت هجری خورشیدی، افغانستان درگیر خشونت‌های داخلی بوده‌است. از این رو علی‌رغم میراث غنی موسیقی در این کشور، موسیقی سرکوب شده و ضبط برای خارجی‌ها به حداقل رسیده‌است. 

## تاریخچه موسیقی افغانستان
موسیقی در افغانستان در دوره آریایی‌ها، سروده‌های ویدی ریگ‌ودا و سروده‌های گاتاهای اوستا در کوهپایه‌های هندوکش در دورهٔ هخامنشیان رونق خوبی داشت. این موسیقی به شکل کورس و دسته‌جمعی با ریتم ذکر می‌گردید. پس از ورود عرب‌ها در خاک افغانستان موسیقی تنها در قریه‌ها به شکل تک خوانی نیمه‌جان باقی‌مانده بود. در دوره سامانیان، گورکانیان، تیمورشاه (درانی) موسیقی در دربار رواج پیدا کرد.
در سدهٔ نوزدهم میلادی، بر اثر کشمکش‌های داخلی و جنگ‌های خارجی با بریتانیا، شرایط برای رشد و پرورش هنر موسیقی فراهم نبوده‌است. این هنر در محافل رسمی افغانستان چندان خریداری نداشته و هنرمندان آن که یکی از اقشار پایین‌دست جامعه به‌شمار می‌آمده‌اند، در همان حال و هوای موسیقی خراسانی سیر می‌کرده‌اند.
در سال ۱۲۵۸ شمسی (۱۸۷۹ میلادی)، در دورهٔ امیر شیرعلی‌خان برای اولین بار یک گروه از موسیقی‌دانان هندی به افغانستان آمدند و امیر شیرعلی‌خان به آن‌ها در حوالی خواجه خوردک یعنی خرابات مسکن اعمار کرد. هرچند این هنرمندان برای هنرنمایی در دربار شاه دعوت شده و در اوایل نیز فقط به همین کار می‌پرداختند، هنر آنان کم‌کم به دیگر سطوح گه جامعه نیز تسری یافت و بدین ترتیب، به مرور زمان مقبولیتی عام در افغانستان پیدا کرد. موج موسیقی هندی که بدین ترتیب وارد افغانستان شده بود، تأثیر عمیقی بر موسیقی نیمه‌جان موجود وارد کرد و ضمن ایجاد تحول در آن، زمینه را برای رشد این هنر مساعد ساخت. از آن سوی نیز این نسل هنرمندان هندی به زودی به کشور افغانستان تعلق خاطر یافتند. و فرزندان آنان به هنرمندان ملی کشور مبدل گردیدند و برای پیشرفت هنر موسیقی در این کشور اهتمام به خرج دادند. یکی از خدمات این استادان، تنظیم دوبارهٔ بعضی از آهنگ‌های محلی افغانستان بود در قالب دستگاه‌های موسیقی هندی که بدین ترتیب، این آهنگ‌ها از معرض زوال و نابودی نجات یافته و وارد محافل موسیقی رسمی کشور شد. خدمت دیگر این هنرمندان به موسیقی افغانستان، آموزش این هنر به جوانان، نوجوانان و حتی کودکان مدارس این کشور بود و این امر، در ترویج موسیقی با اصول علمی در آیین کشور بسیار مؤثر واقع شد. یکی از هنرمندان بزرگ خراباتی که توانست بدین ترتیب هنر موسیقی را از محدودهٔ خرابات بیرون برد و به مراکز آموزشی این کشور بکشاند، استاد غلام‌حسین بود. اولین استاد افغان به نام استاد قربانعلی نام داشت که استاد و مربی استاد قاسم و پدر استاد محمدنبی مشهور به (استاد نتو) بود.
در دوره شاه امان‌الله (۱۹۱۹–۱۹۲۹) موسیقی انکشاف بیشتری یافت و در کنار نظام آموزشی خرابات، نهادهای آموزشی علمی و آکادمیک نیز ایجاد شد که در آن‌ها نوازندگی سازهای غربی آموزش داده می‌شد. دولت برای مدت کوتاه در مکاتب کورس‌های موسیقی را تدریس می‌نمود. یکی از کسانی که در این مسیر خدمات شایانی به موسیقی افغانستان انجام داد، استاد فرخ افندی بود که از ترکیه به افغانستان دعوت شده بود. استاد قاسم، استاد غلامحسین، استاد نبی‌گُل و استاد محمدحسین سرآهنگ از استادان مشهور وقت بود.
پس از دههٔ ۱۳۵۰ موسیقی در اجتماع افغانستان جایگاه خوبی را پیدا نموده بود. پس از تحولات در افغانستان موسیقی در شهر کابل به شکل عالی آن انکشاف نمود. در آن زمان گروه‌های هنری نطیر؛ انسامبل (گروه) هنری زنان، کورس‌های موسیقی رایگان، مکتب موسیقی فاکولته، هنرهای زیبا و غیره تأسیس شد. ولی در مجموع در تمام افغانستان، جنگ، سدی برای موسیقی گشت. در دوره طالبان موسیقی حرام دانسته شده و ازبین رفت. پس از ۲۰۰۲ دولت کوشش دارد که موسیقی را دوباره مانند سابق احیا کند و فعالیت موفقانه پیش می‌رود.

## سبک‌های موسیقی در افغانستان
به‌طور کلی موسیقی افغانستان دارای چند سبک متفاوت است:

### موسیقی محلی و سنتی (فلکلوریک)
عبارت از موسیقی محلی یا کلیوالی افغانستان می‌باشد. موسیقی آن عده محلات و سمت‌هایی که شهرت دارند، عبارتند از: سبک بدخشی، خراباتی، لوگری، قطغنی، هزارگی، داستان سمت مشرقی، سبک غرنی مردم پکتیا، کلیوالی ملیت پشتون، ترکمنی، هراتی، قرصک پنجشیر، و هارمونیک یا چند آواز کشین مردم نورستان می‌باشد. از هنرمندان معروف محلی‌خوان می‌توان گل‌زمان (در سبک پکتیایی)، محمد چوباش (در سبک اوزبیکی)، صفدر توکلی (در سبک هزارگی)، بیلتون (در سبک لوگری) و ناوک هروی (در سبک هراتی)، در سبک بدخشی (بازگل بدخشی)، طلا محمد تخاری در سبک (فلک)، تغه نجم الدین در سبک (فلک‌های فرخاری) و بنگیچه تاشقرغانی (درسبک موسیقی قیصاری) را نام برد.
مسلماً با رواج موسیقی هندی و سپس غربی در سدهٔ اخیر، بر موسیقی محلی افغانستان نیز تأثیرهایی گذاشت. البته این سبک‌های جدید که رادیوی افغانستان (یگانه وسیلهٔ ارتباط جمعی در آن سال‌ها) را در اختیار داشتند، موسیقی محلی را در انزوا قرار دادند. ولی در مواردی نیز این هنرمندان توانستند بعضی از آهنگ‌های محلی را که رو به فراموشی می‌رفتند در قالب جدید بازسازی کنند و در ارکسترهای امروزین به اجرا درآورند. آهنگ‌های معروف «آستا برو» و «نازی جان» از این دسته است که توسط استاد قاسم بازسازی و بازخوانی شده‌اند. از آن پس نیز استاد محمدحسین سرآهنگ در اجرای قطعات شمالی و استاد عبدالوهاب مددی در اجرای قطعاتی از موسیقی محلی هرات و صادق فطرت (ناشناس) در اجرای بعضی از قطعات پشتو گام‌هایی در این مسیر برداشته‌اند. عارف کیهان چندین آهنگ محلی بدخشی را با سازهای مدرن دوباره خوانی کرده که مورد توجه مردم قرار گرفته، این روش حتی توسط نسل جوانتری همچون فرهاد دریا و داوود سرخوش نیز پی گرفته شده‌است که اینان آهنگ‌های محلی را با سازهای غربی اجرا کرده‌اند.

### موسیقی مذهبی
این موسیقی پس از ارشاد دین اسلام توسط نعت خوانان و شاعران سبک صوفیه و قوالی خوانان، به‌میان آمده و فعلاً به‌مدارج عالی خود رسیده‌است. موضوع این سبک توصیف خداوند و پیامبر اسلام و یاران وی می‌باشد. شعرهای این سبک بعضاً تا ده ساعت طول می‌کشد. معمولاً در کنار سرود خوان ۳ تا ۱۰ نفر مکررین و همکاران نیز سرودخوان را یاری می‌کنند. این موسیقی دارای طرزهای چشتی، روضه‌ای، نوائی و غیره‌اند. کمپوزهای نعت خوانی، قصیده، و توصیف نظر به شعرها سال‌ها قبل ساخته شده. نعت خوانان و قیصیده خوانان بعضاً بعضی از لهجه را اضافه و یاکم می‌کنند. فعلاً سید فخرالدین آغا یکی از مشهورترین نعت خوانان رادیو تلویزون افغانستان و شهر کابل می‌باشد.

### موسیقی پاپ افغانستان
عبارت از سبک جدید است که شنوندگان زیاد دارد. این سبک پس از تأسیس رادیو افغانستان در سال ۱۹۲۱ به‌میان آمده‌است. این موسیقی پس از وارد شدن انواع آلات غربی به خصوص پس از سال ۱۹۴۰ رونق خوبی را پیدا نمود. در رادیو تلویزیون افغانستان این گونه آواز خوانان را آماتور (غیر حرفه‌ای) و این سبک را آماتوری می‌نامیدند. مشهورترین آوازخوانان پاپ احمد ظاهر، احمد ولی، ظاهر هویدا، فرهاد دریا، احسان امان، بانو پرستو، بانو قمرگل، میرمن پروین، بانو ژیلا، بانو نغمه، وجیهه و فرید رستگار و غیره می‌باشد. 

### موسیقی کلاسیک
این موسیقی به شکل غزل فارسی ترانه و راگ هندی (نر) یا راگنی (ماده) خوانده می‌شود. مشهورترین آوازخوانان موسیقی کلاسیک افغانستان محمدحسین سرآهنگ، استاد قاسم، اَوَلمیر، رحیم‌بخش و استاد مهوش که در بین افغان‌ها بسیار محبوب هستند.
در موسیقی شرقی چندین صد مقام وجود دارد. هر مقام از خود یک یا چند راگ و راگنی دارد. بعضی ازین راگ‌ها دارای اشعار پرمفهوم نیستند، ولی در یک راگ تمام آوازها و صداهایی که خواننده ادا می‌کند خیلی منظم و دلپذیر می‌باشد. پرزه‌هایی که خواننده می‌خواند در سایر کمپوزها کلید شمرده می‌شود.
- مقام: در غرب به نام مِلودی (melody) یاد می‌شود؛ یعنی؛ از دوازده پردهٔ طبیعی پیانو یا هارمونیه ۵ یا بیشتر از پرده‌ها آواز منظم و زیبا را می‌کشد؛ مثلاً مقام پاری Sa-Ni-Dha-Pa-Ma-Ga-Re-Sa همه نر است، یعنی از Sa تا Sa پرده سفید.
- سَبتَک (Saptak): مجموعه‌ای از دوازده صوت است. از سای (do) بم تا سای (do) زیلتر در هارمونیه ۳ سبتک وجود دارد ولی در پیانو ۶–۷ سبتک وجود دارد.
- اروی: نواختن از طرف بم بطرف زیل
- امروئی: نواختن از طرف زیل بطرف صوت بم یا آواز غور

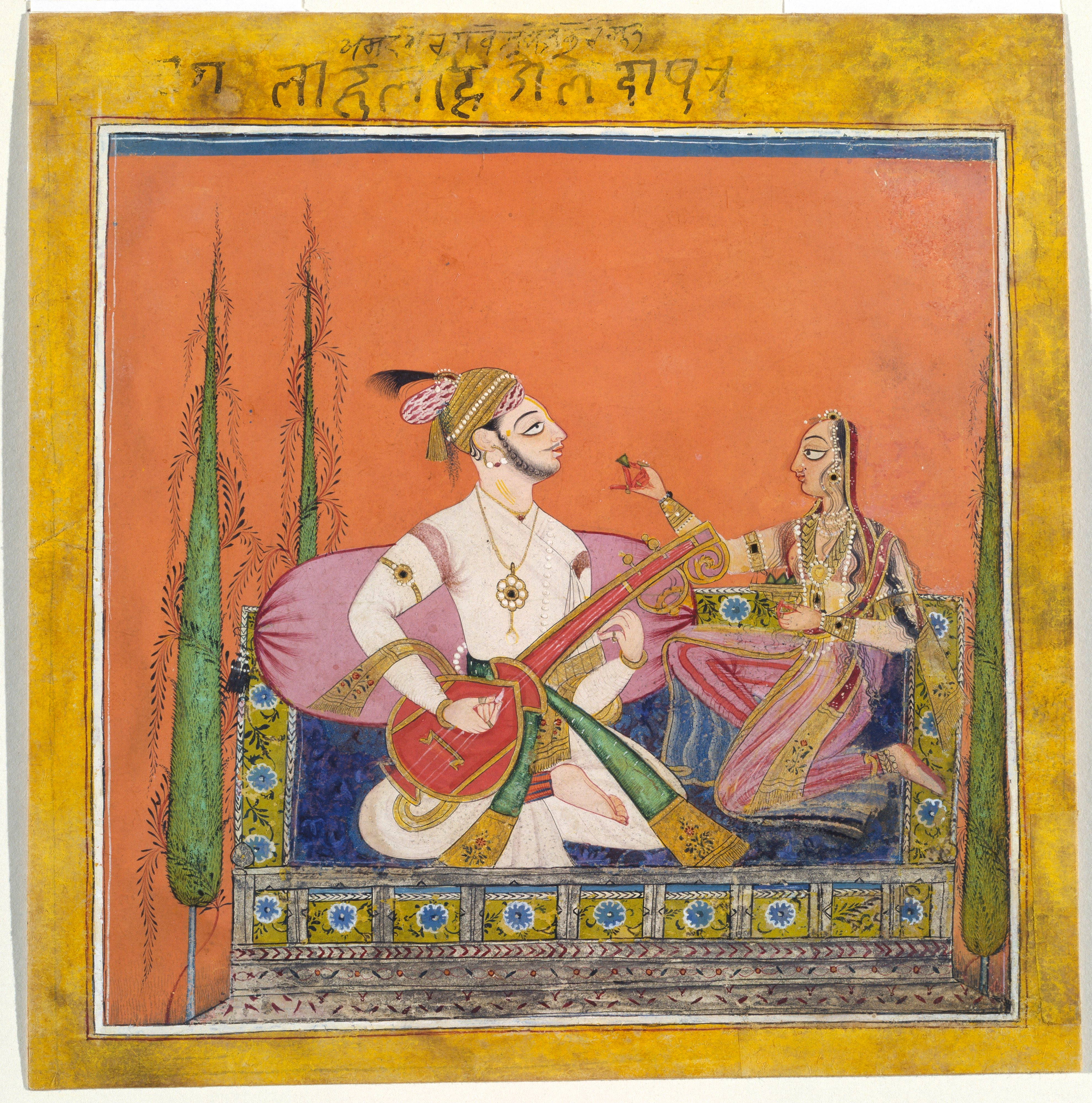
تصویر یک خانم است که راگ بیرمی را ادا می‌کند

راگ] (Raga): عبارت از کلید اشکال صوت‌ها در یک مقام‌اند. راگ‌های معمول عبارتند از بهلاول، بهرمی، سرنگ، گنداره، کلیان، پهاری، بیرمی، سرنگ، تلنگ آساوری و غیره است. در یک مقام می‌توان میلیارد کمپوز ساخت ولی در موسیقی کلاسیک هند هر مقام دارای یک راگ وچند راگنی است. یک هنرمند، زمانی‌که بخواهد موسیقی را به خوبی بداند باید اولاً راگ‌های هر مقام را خوب منظم مقبول با تال و نرمش ادا کند. آروئی و آمروئی هر راگ را بداند که چگونه از یک پرده پائین بطرف پرده‌های بالا و چگونه دوباره بطرف پائین بیاید. در حقیقت راگ کلید است که یک هنر مند را دانا و خوش خوان می‌سازد. البته وقت سرودن راگ‌ها که بتواند در جسم انسان اثر کند فرق دارد؛ مثلاً راگ بیرمی وپاری در روز و محافل شادی خوانده می‌شود. راگ آساوری پس از ۲ شب است. راگ‌ها به فصل، به سن شنوندگان و نوع جنس شنوندگان نیز تا حدود کم تعلق دارد و اکثریت کمپوزهای ایرانی و عربی که خیال می‌شود انسانی گریه و ناله می‌کند در راگ‌های آساوری بهال بهلاول سرنگ نهفته‌است. این راگ‌ها صرف در شب خوانده می‌شود.
- پُرزه: عبارتند از نوازش در میان یک کمپوز یا راگ می‌باشد.
- تال (Tala): نواختن طبله را که موافق و موازی با آهنگ باشد و خواننده را آرام نگهدارد تال گفته می‌شود اگر خواننده در میان ضرب‌های طبله خطا کند به نام بی لهی یا بی تال یاد می‌نمایند. در افغانستان تال‌هایی که زیاد قابل استفاده است عبارتند از تین تال ۱۶، ماتره گیده ۵، ماتره دادره ۷، ماتره چپ تال و یکتاله می‌باشد. هر تال یک‌لا یعنی طبیعی دولا یعنی تیز حالت را دارد. یک تال دارای چندین نوع یا ماتره است. درین اواخر بشریت ۳ لا یک تال را اختراع نموده‌اند که سرعت خیلی تیز دارد.
- ماتره (metre): هر ضربهٔ تال را یک ماتره می‌گویند.
- تیور (tivra): در گرامر موسیقی هندوستان مروج است که سُرهای (Swara) پنجم Pa یا Sol، و اول Sa یا Do را فاقد نیم سُری می‌دانند یا به اصطلاح فاقد نیم سُری‌اند. به این اساس از جمله دوازده سُر در یک سپتک یا octave، پنج سُر (تیور/tivra) یا ثقیل و پنج سُر دیگر (کومل/komal) یا خفیف و دو سُر یا نُت مستقل‌اند. در حالیکه در موسیقی غرب اینطور نیست.
- سُر (Swara): منظم خواندن را که دلچسپ باشد «سُر» می‌گویند؛ یعنی یک او از خوان که تال نشود و مطابق به موزیک نواخته شده آواز منظم کشد به سر گفته می‌شود.
- لهی: آوازخوان که با تال طبله یا درام منظم و مساوی بخواند دارای لهی‌اند.

## آلات موسیقی افغانستان
رباب ساز ملی افغانستان است و از سازهای زهی، با دستهٔ کوتاه که با دست یا کمانه نواخته می‌شود. سازهای زِهی با دستهٔ بلند همچون تنبور، دوتار و دمبوره و همچنین سازهای زهی با دستهٔ خمیده همچون سَرِنده و غیچک رایج هستند. تنبور و دوتار ۱۴-سیمِ هراتی تنها سازهایی هستند که منحصر به افغانستان می‌باشند. سازهای اصیل افغانستان عبارتند از:

### سازهای زهی(ارشه‌ای)
- تنبور: یکی از سازهای زهی است که چوب آن از درخت توت ساخته شده و طول آن یک متر و سی و دو سانتیمتر است. تنبور دارای دو تار (سیم) اصلی و پانزده تا فرعی است که بیست و هفت پرده دارد و و تارها از روی دسته‌ای بلند و کاسه‌ای عبور کرده‌است و با ضربه انگشتان به صدا درمی‌آید. این ساز در اغلب نقاط کشور مورد استفاده قرار می‌گیرد.[۴]
- چنگ: یک ساز کوچولوی فلزی است که در میان دندان‌های جلو قرارش می‌دهند و در حالی که آن را با یک دست در دهان خود محکم گرفته، با یکی از پنجه‌های (انگشتان) دست دیگر آن را به صدا درمی‌آورند. حین نواختن چنگ باید مرتب نفس کشیده شود زیرا صداهای زیر و بم چنگ توسط هوایی که در دهان انسان جریان دارد تنظیم می‌شود. این ساز را دختران و پسران شوقی و هنرمندان حرفه‌ای مخصوصاً در ولایات شمال و غرب افغانستان می‌نوازند.[۵]
- چهارتار: در فرهنگ‌ها به تنبور و رباب که چهار سیم یا زه دارد اشاره رفته، اما در مفهوم کلی‌تر هرکته چهارتار و چهار تاره را صفت مشخصه یک ساز فرض می‌نماییم. به هر سازی که چهار زه داشته باشد می‌توان چهارتار اطلاق نمود. این ساز که از لحاظ صدا و سیمای خویش با سایر آلات موسیقی محلی افغانستان تفاوت‌هایی دارد به نام‌های تار، چهارتار و شش‌تار دیده شده‌است.[۶]
- دَمبوره: رایج‌ترین ساز زهی افغانستان است که دو تار نایلونی دارد. این ساز غیر شیاردار (غیر زیرسیم‌دار) از دو بخش تشکیل شده‌است: دسته (گلو) و کاسه (شکم) که برای تشدید نوا منظور شده‌است. این ساز و پیچ‌کوک‌های آن از چوب درخت توت ساخته می‌شوند. بر روی کاسه (شکم) چوبی این ساز چند سوراخ آوایی به صورت گروه سه‌گوش‌شکل یا به صورت انفرادی تعبیه می‌شوند. طول دمبوره معمولاً از ۷۰ سانتیمتر تا یک متر می‌رسد. این ساز بیشتر در قسمت‌های مرکزی افغانستان رایج است و جز اصلی موسیقی هزارگی است.[۷]
- دوتار: یک ساز تاری است که از چوب توت ساخته می‌شود و طول آن یک متر و سی سانتیمتر است و با ناخنک نواخته می‌شود. این ساز در ابتدا دوتار روده‌ای داشته با تغییراتی که در طول زمان در آن رخ داده اکنون یک تار اصلی، سیزده تار فرعی و نوزده پرده دارد و بیشتر در قسمت‌های غرب و شمال افغانستان رایج است که بنام‌های دوتار هراتی، دوتار ترکمنی و دوتار اُزبکی شناخته می‌شوند.[۸]
- رباب*: از سازهای رشته‌ای (مهتره) کمانی بسیار قدیمی است و معروفترین آلت موسیقی اصیل افغانستان است. این ساز عود (بربط) مانند، از چوب توت ساخته شده، دسته‌ای (گلوی) کوتاه دارد، و در قسمت پایین، کاسهٔ (شکم) آن با پوست بز پوشیده می‌شود. طول یک رباب عادی با میانه ۹۲ سانتیمتر است. رباب چهارده پرده و سه تار مِلودی و چند تار بَم و تقویت‌کنندهٔ صدا (سمپاتیک) دارد که جمعاً بیست و یک تار می‌شود. تارهای سمپاتیک به ساز، نوایی پُرطنین می‌دهند (گویی درون آن اتاق پژواک‌دهندهٔ آوا قرار گرفته باشد). شیوهٔ نواختن این ساز به‌این صورت است که با یک مِضراب (یا زخمه‌ای که به‌شکل سه‌گوش است) و (با حرکت مُچ وشَست) به تار (سیم) ضربه‌ای سخت، از بالا به پایین وارد می‌شود، و دست راست که مضراب را نگاه می‌دارد، بر پوستِ قسمت کاسه (شکمِ) ساز صدای ضربتی تولید می‌کند. کوتاهترین تار تقویت‌کنندهٔ صدا به دور یک برآمدگی بر روی سینه (در سطح جانبی ساز در قسمت بالا) پیچیده شده، تا به‌طور جداگانه نواخته شود. بدین طریق این سیم صدایی بَم تولید می‌کند که در شیوهٔ مخصوصی از نواختن (بنام پَرَندکاری؟) استفاده می‌شود، که گویی در آن نوازنده نمونه‌هایی پیوسته از ریتم‌های گوناگون را تولید می‌کند. تحقیق نشان می‌دهد که این نمونه‌ها با طرح‌های هندسی ویژگی‌های مشترک داشته و تا حد زیادی با هنر اسلامی در ارتباط است. در افغانستان سه نوع رباب وجود دارد که با نام‌های ربا بم یا بزرگ، رباب میانه، و رباب زیرچه یا کوچک در میان مردم معروف هستند.[۹][۱۰]
- ریچَک (غیچَک): ساز زهی خمیده، شبیه کمانچه ایرانی، که دو تار (زِه یا سیم) دارد و دستهٔ آن استوانه‌ای، و در قسمت سر آن دو پیچ‌کوک تعبیه می‌شوند. کاسهٔ (شکم) آن گِرد و از چوب درخت توت ساخته شده و بر روی آن پوست بز کشیده می‌شود. دستهٔ آن از چوب درخت چنار ساخته می‌شود. برای نواختن ریچک، این ساز را به‌حالت عمودی نگه می‌دارند و با آرشه می‌نوازند. طول یک ریچک عادی ۸۷ سانتیمتر است.[۷]
- سَرِنده: یکی از سازهای زهی (ارشه‌ای) است که از چوب درخت توت ساخته شده، کاسهٔ آن از پوست بز پوشانیده می‌شود و طول آن ۶۵ سانتیمتر است. این ساز با کمانچه یا آرشه نواخته می‌شود و دارای سه تار اصلی و ۱۷ تار فرعی جمعاً بیست تار فلزی و نایلونی است. سرنده فاقد پرده است و در قسمت‌های جنوبی و جنوب‌شرقی افغانستان نواخته می‌شود.[۵]
- سَرَنی: یک ساز زهی خمیده که در منطقهٔ وامای نورستان رایج است. ساختار کاسهٔ طنین‌دهندهٔ آن شبیه چنگ است. چوب و پوست بز به‌کاربرده‌شده در قسمت سر آن به رنگ قهوه‌ای تیره است؛ سوراخ‌های سر این ساز به طرح یکتایی و سه‌گوشی است. دسته (گلوی) و سر میخ‌مانند (پیچ‌کوک) آن هر دو دنبالهٔ همان چوبی است که از آن کاسه (شکم) میان‌تهی (توخالی) ساز کَنده‌کاری شده‌است. دو تار روده‌ای بهم‌تابیده‌شده در قسمت سر ساز توسط دو قطعه میخ (پیچ‌کوک) در دو طرف سر محکم شده‌اند. این تارها که در واقع یک تار بلند هستند که به دو قسمت تقسیم شده، از گلوی ساز به‌فاصلهٔ ۱٫۵ سانتیمتر از آن می‌گذرد. برای نواختین این ساز، آن را به‌طور عمودی نگاه می‌دارند و با ناخنک‌های دست چپ بر تارها ضربه وارد می‌کنند. طول سَرَنی ۵۹ سانتیمتر و ارتفاع آن ۱۰ سانتیمتر است.[۷]
- شش‌تار: از سازهای زهی است که ۱۰ تار [سیم)، ۴ تار شیاردار و ۶ تار سمپاتیک (تقویت‌کنندهٔ صدا) دارد. از دو قسمت تشکیل شده: کاسه (شکم) که از چوب درخت توت ساخته می‌شود و دسته (گلو) که از چوب درخت چنار ساخته می‌شود. بر روی کاسه پوست کشیده می‌شود. این ساز با مضراب (زخمه) نواخته می‌شود. طول یک شش‌تار عادی ۷۵ سانتیمتر است.[۷]
- واج (وُونز): از سازهای زهی منطقهٔ نورستان است که شبیه قوس (کمان) بوده، به چنگ شباهت دارد و دارای چهار تار روده‌ای ساخته‌شده از الیاف بهم تنیده‌شده‌است که بر بدنهٔ کمانِ (قوس) چوبیِ سخت، تیره و قهوه‌ای‌ رنگ محکم می‌شوند. برای آنکه طنین بهتری داشته باشد، کمان را بر وسط یک کاسهٔ (جعبه) چوبی که شبیه عدد هشت اروپایی (۸) است قرار می‌دهند و کمان در دو نقطه با نواری از پوست حیوانات بر روی کاسه محکم می‌شود. سطح بالایی کاسه با پوست بز پوشیده می‌شود تا صدا را از تارها به کاسهٔ زیر آن انتقال دهد. نوای (tuning) واج سه‌گامی (tritone) است: c d e f (بگفتهٔ لوئی دوپری). طول این ساز ۴۷ سانتیمتر و ارتفاع آن ۳۵ سانتیمتر است. مضراب (زخمه) آن هم از همان چوب ساخته شده و مضراب توسط نواری تنیده‌شده از روده به ساز متصل می‌شود.[۷]

### سازهای بادی
- سورنا (سورنای):‌ سازی بادی و شمابه به شهنای هندی است که از چوب شیشم ساخته می‌شود، طول سُرنا حدود ۴۰ سانتیمتر بوده و زبانچه‌ای دارد که از نی ساخته می‌شود. سُرنا دارای هفت سوراخ است و یگانه ساز باستانی است که در سراسر افغانستان صرفاً بوسیلهٔ هنرمندان حرفه‌ای نواخته می‌شود. سُرنا معمولاً با دُهل یکجا نواخته می‌شود که این ساز نه‌تنها در افغانستان بلکه در کشورهای دیگری چون ایران و ترکیه یه کثرت یافت می‌شود. نوازندگان سُرنا و دُهل معمولاً در مراسم عروسی، ختنه‌سوران، عیدهای مذهبی، میله‌های باستانی، روزهای نمال‌کاری، در حاشیهٔ میدان‌های ورزش، پهلوانی، اسب‌دوانی، نیزه‌پرانی، بُزکَشی، و همچنان در ساحهٔ فعالیت‌های دسته‌جمعی ساختمانی مانند جاده‌سازی، ساختمان‌سازی، حفر جوی‌ها و کانال‌ها و غیره نغمه‌سرایی می‌کنند. نوازندگان سرنا و دهل اختصاص به بخش خاصی در افغانستان ندارند بلکه در سراسر کشور این دوگانگی هنری را می‌توان یافت. یگانه فرقی که بین نوازندگان دهل و سرنا و سایر هنرمندان موسیقی وجود دارد این است که در تمام زمینه‌های موسیقی می‌توان نوازندگان شوقی و حرفه‌ای را یافت اما نوازندگان دهل و سرنا صرفاً حرفه‌ای ندارند و غالباً این هنر را به‌عنوان یک شغل به ارث برده‌اند.[۱۱]
- نَی (توله): قدیمی‌ترین آلت موسیقی است که از قرن‌ها قبل در سرزمین‌های مختلف به اشکال مختلف ساخته شده‌است و در افغانستان نیز سابقه دارد. نی همانطوری‌که از نامش پیداست از خود نی و به اندازه‌های مختلف ساخته می‌شود. اعراب ساز بادی شبیه نی داشتند که آن را قصابه می‌نامیدند و آلت ناقصی بود و همین ساز بعداً جایش را به نی داد. نی طبیعی‌ترین ساز بشر است که آن را «ساز چوپانان» نیز گویند. اروپائیان این ساز را کامل کرده به‌صورت دیگری درآوردند که آن را فلوت می‌نامند و در میان آلات بادیِ چوبی از همه خوش‌آهنگ‌تر است. نی در سراسر افغانستان رایج بوده و مخصوصاً چوپانان و گاهچرانان زمانی که گله‌ها را به چرا می‌برند برای مشغولیت خود آن را می‌نوازند، از همین جاست که در افغانستان نی چوپانی نیز می‌گویند. در سال‌های قبل در هرات آلت موسیقی دیگری به نام تونت هم در بازارها فروخته می‌شد که آن ساز مثل نی بوده دارای رنگ سیاه و به شکل ماهی بود و اکثر جوانان و نوجوانان آن را می‌نواختند.[۱۲]
- هارمونیه: سازیست بادی دارای لوله‌های صوتی که با پیانو شباهت دارد و با دمیدن باد توسط پکهٔ دستی و وارد آوردن فشار بر روی دکمه‌های آن آواز می‌دهد. تفاوت هارمونیه با اُرگ این است که در اولی فشار هوا جریان را به سوی بالا می‌برد در حالی که در اُرگ به طرف پایین حرکت می‌نماید. این ساز معمولاً ایستاده نواخته می‌شود و همچنین ساز دیگری هم وجود دارد که به گردن آویخته شده و دارای پرده و پکه می‌باشد که آن را آکاردیون می‌نامند، چون در کشورهای پاکستان، هند و افغانستان موسیقی در حلقه‌های کلاسیک و محلی روی کف نشسته اجرا می‌شود هندی‌ها توانستند از روی همین ساز غربی‌سازی را اختراع کنند و به‌طور نشسته آن را بنوازند و نام آن را هارمونیه گذاشتند و همین هارمونیه که در اصل ساز غربی است دوره‌گردها که موسیقی را ایستاده اجرا می‌نمایند در دو دستهٔ آن طنابی بسته و آن را در گردن یا شانه می‌آویزند و می‌نوازند. هارمونیه‌نوازی در دسته‌های موسیقی کلاسیک مروج بوده و اکثر آوازخوان‌های آماتور و حرفه‌ای به نواختن آن می‌پردازند و برخی این ساز را به‌طور تفننی می‌نوازند.[۱۳]

### سازهای کوبه‌ای(ضربی)
- دایره (دَف):‌سازی کوبه‌ای (ضربی) است که از چوب بید و پوست بز به شکل دایروی به اندازه‌های کوچک و بزرگ ساخته می‌شود، برای ساختن دایره یک تکه چوب بید را به ضخامت عرض و طولی که لازم باشد اره می‌کنند بعد تخته بدست‌آمده را به مدت بیست و چهار ساعت در آب گذاشته سپس به صورت دایروی گِرد می‌سازند، دو نوک آن را با هم میخ می‌کنند بعد پوست گوسفند یا بز را که پشمش دور شده و بادکش شده باشد توسط سریش (چسب) روی آن نصب می‌کنند. دایره در تمام نقاط افغانستان توسط هنرمندان کسبی و شوقی ولی بیشتر توسط زنان و دختران در محافل و میله‌های فامیلی و غیره نواخته می‌شود.[۱۴]
- دُهل: طبلی است بزرگ و دورویه (هر دو طرف پوست گاو یا گاومیش دارد) که در متون مختلف داول، تاول و داوول نیز ثبت شده. شکلی از آن به همراه سُرنا در مناطق روستایی نواخته می‌شود. نوازنده دُهل را با ریسمانی که از شانه‌ها می‌گذرد به خود آویخته و با دو مضراب مختلف می‌نوازد. دهل انواع و اقسام زیادی دارد مثل دهل لوگری، دهل بلوچی، دهل باز، دهل کُردی و دهل یک‌رویه. نواختن ساز و دهل یا دُهل و سُرنا در روستاهای افغانستان به‌ویژه شهر هرات مروج بوده و در ایام خوشی، عیدها و عروسی‌ها می‌نوازند. طول یک دهل عادی در حدود ۴۰ سانتیمتر و قُطر آن در حدود ۲۲ سانتیمتر است.[۷][۱۵]
- دُهلَک: ساز کوبه‌ای یک‌رویه‌ای است که شامل دو طبل بوده و در منطقهٔ گردیز رایج است. این دو طبله از چوب جلدیس ساخته می‌شوند و بر روی آن‌ها پوست بز کشیده می‌شود. بر روی سر هر یک از این دو طبل دایره‌ای سیاه‌رنگ به قُطر حدود ۸ سانتیمتر نقش می‌شود. سرهای این دو طبل توسط ریسمان‌های بهم‌تابیده‌شده که بر روی بدنهٔ خارجی این طبله‌ها تا قسمت پایین آن کشیده شده محکم می‌شوند. در قسمت پایین ساز، طوقی (حلقه‌ای) بنفش‌رنگ به‌دور بدنهٔ ساز که با پارچه پوشیده شده، کشیده می‌شود. دُهلک با چوب (چوبِ دُهلَک) نواخته می‌شود که این چوب از چوب چهارمغز (گردو) ساخته می‌شود. دهلک شبیه نقاره است که در آسیای میانه رواج دارد. طبل بزرگ ۲۱ سانتیمتر قُطر دارد و ۱۰ سانتیمتر عُمق. طبل کوچک ۱۹ سانتیمتر قطر دارد و ۹ سانتیمتر عمق. چوب دهلک هم ۲۴ سانتیمتر طول دارد و ۱٫۵ سانتیمتر عرض.[۷]
- زنگ (تال): از سازهای کوبه‌ای است و متشکل از دو پیاله کوچک است از بِرِنج که خنیاگران هندوستان به هنگام آوازخوانی آنان را برهم می‌زنند و به صدای آن اصول نگاه می‌دارند و پایکوبی می‌کنند.[۱۶] تال و زنگ ساز واحدی بوده‌اند که تال در هندوستان و زنگ در ایران رواج داشته‌است. اهالی لرستان ایران به کمانچه تال می‌گویند. کمانچهٔ لُری دارای کاسهٔ پشت‌باز و دسته‌ای بلندتر از کمانچه‌های معمولی بوده و سه سیم دارد. همچون از دو تکه فلز دایروی کوچک تشکیل شده که در دست گرفته می‌شود و به‌هم زده می‌شوند. این ساز بیشتر در شمال و جنوب افغانستان مورد استفاده قرار می‌گیرد و در هرات هم با نواختن دوتار و طبله و رباب نواخته می‌شود.[۱۷]
- زیربغلی: یک ساز کوبه‌ای (ضربی) است مشابه تُنبَک ایرانی که معمولاً از گِل (سفال) ساخته می‌شود، سر کوچک زیربغلی باز است و سر بزرگ آن با پوست بز یا پوست آهو پوشانیده می‌شود و با انگشتان هر دو دست نواخته می‌شود. زبربغلی ۶۲ سانتیمتر طول داشته و قطر بزرگ آن ۱۹ سانتیمتر است. این ساز محلی که از چوب شیشم نیز ساخته می‌شود، بیشتر در صفحات شمال و غرب افغانستان مورد استفاده هنرمندان قرار می‌گیرد.[۵]
- طبله: ساز کوبه‌ای (ضربی) است که طی سال‌های متمادی در افغانستان آورده شده‌است و از نظر مکتب دهلی از واژهٔ طبل با دُهُل دوسره استنباط شده که قبلاً آن را پخاوج (میردنگ) می‌گفتند. طبله از دو واحد استوانه‌ای تشکیل شده که قسمت بزرگ آن را بَم و کوچک آن را زیل یا کاتی می‌نامند و امروزه در دسته‌های موسیقی در افغانستان، هندوستان و پاکستان در حلقه‌های قوالی‌خوان‌ها بیشتر مورد استفاده قرار دارد.[۱۸]

استاد محمدعمر و استاد رحیم خوشنواز در نواختن رباب و بهاءالدین مزاری در نواختن تنبور شهرت جهانی داشتند. استاد عزیز هروی و استاد گدامحمد از چیره‌دستان در نواختن دوتار هراتی به‌شمار می‌روند.